# قورباغه بدبو
قورباغه بدبو (نام علمی: Aromobates nocturnus) نام یک گونه از راسته قورباغه است.